# Christofer Andersson
Christofer Andersson, född 25 oktober 1975, är en svensk före detta fotbollsspelare (försvarare).
Anderssons moderklubb är Mariedals IK. Han gick till säsongen 1993 till Gais i division I, och debuterade i seriespel för klubben redan samma år, 17 år gammal, sedan 1992 års dyra men ständigt skadade prestigenyförvärv från Liverpool, Glenn Hysén, återigen hade blivit skadad. Andersson spelade sedan elva seriematcher för Gais under debutsäsongen, men säsongen 1994 gjorde han bara fem matcher i serien. Säsongen 1995 var han med när Gais efter att ha slutat tvåa i serien förlorade kvalspelet mot IFK Norrköping och därmed misslyckades med att ta sig upp till Allsvenskan, och året därpå var han med när Gais i stället degraderades till division II. Han fick karriären till stor del förstörd av skador, och spelade 1997 och 1998 bara sammanlagt 18 matcher i division II. Gais gick upp i division I till säsongen 1999, men Andersson stannade inte i klubben utan värvades av seriekonkurrenten Gunnilse IS. Han var sedan med i det Gunnilselag som åkte ur den allra första Superettan år 2000.